# Rogočana
Rogočana – wieś w Chorwacji, w żupanii istryjskiej, w mieście Labin. W 2011 roku liczyła 143 mieszkańców.